# Empoasca minetra
Empoasca minetra är en insektsart som beskrevs av Cunningham och Ross 1965. Empoasca minetra ingår i släktet Empoasca och familjen dvärgstritar. Inga underarter finns listade i Catalogue of Life.